# Thamnophilini
Thamnophilini es una tribu de aves paseriformes perteneciente a la familia Thamnophilidae que agrupa a varios géneros nativos de la América tropical (Neotrópico), donde se distribuyen desde el sureste de México, por América Central y del Sur, con algunas pocas especies llegando hasta Uruguay y el centro de Argentina.

## Taxonomía
El estudio de Ohlson et al. (2013), con base en diversos estudios genéticos anteriores, propuso dividir a la familia Thamnophilidae en tres subfamilias: Euchrepomidinae, Myrmornithinae y Thamnophilinae. Esta última por su vez dividida en cinco tribus: la presente, Microrhopiini, Formicivorini, Pyriglenini y Pithyini.

## Géneros
Según el ordenamiento propuesto, la presente tribu agrupa a los siguientes géneros:
- Dichrozona
- Rhopias
- Isleria
- Thamnomanes
- Megastictus
- Dysithamnus
- Sakesphoroides
- Herpsilochmus
- Cymbilaimus
- Taraba
- Hypoedaleus
- Batara
- Mackenziaena
- Sakesphorus
- Frederickena
- Thamnophilus
- Biatas (provisoriamente)
- Radinopsyche
- Xenornis (provisoriamente)